# 移動管制隊
移動管制隊（いどうかんせいたい、英称:Mobile Air Traffic Control Squadron）は、航空自衛隊航空支援集団航空保安管制群隷下の航空管制部隊。百里基地に所在し、各種移動式管制器材を運用する。

## 概要
移動管制隊の前身は、1992年（平成4年）3月に千歳管制隊内に新設された移動管制班と翌年3月に三沢管制隊内に新設された移動管制班で、2003年（平成15年）3月27日に両移動管制班を統合して新規編成されている。
移動管制隊は、航空自衛隊が所在する飛行場の管制器材の定期修理や故障時に移動式管制器材を展開しての航空管制業務や航法援助を主任務としている。
また、3年に一度実施される航空観閲式で百里基地の航法援助を行うほか、国家行事や移動管制班時代には1998年（平成10年）の長野オリンピックで、開会式でのブルーインパルス展示飛行支援のために展開したこともある。

## 沿革
- 1992年（平成04年）3月 - 千歳管制隊内に移動管制班新設[1]。
- 1993年（平成05年）3月 - 三沢管制隊内に移動管制班新設[1]。
- 2003年（平成15年）3月27日 - 千歳移動管制班及び三沢管制班を統合し、航空保安管制群隷下で百里基地にて移動管制隊発足[1]。
- 2011年（平成23年）3月16日～2014年（平成26年）3月 - 東日本大震災での津波被害による松島基地の機能復旧のため展開[1]。
- 2015年（平成27年）9月 - 新型移動式ラプコン装置 J/TPQ-702を受領[3]。

## 部隊編成
- 移動管制隊
  - 総括班
  - 管制班
  - 整備班

## 主要装備
- 移動式管制塔 J/TSC-701
- 移動式ラプコン装置 J/TPQ-701/702
- 移動式タカン装置 J/TRN-501/502